# جزایر مونتبلو

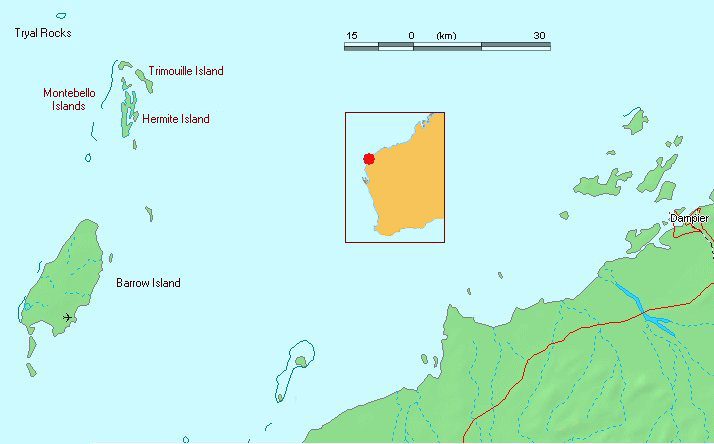
نقشه جزایر مونتبلو و بارو

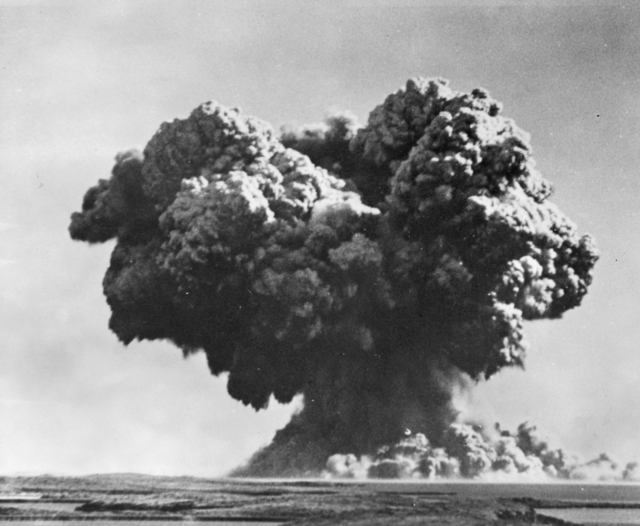
ابر قارچ ناشی از انفجار عملیات توفان

جزایر مونتِبِلو یا جزایر مونته بلو (به انگلیسی: Montebello Islands) مجمع الجزایری شامل ۱۷۴ جزیره کوچک است که حدود ۹۲ مورد از آن‌ها نامگذاری شده‌اند. این مجمع الجزایر در ۲۰ کیلومتری شمال جزیره بارو و ۱۳۰ کیلومتری پیلبارا واقع در سواحل شمال غربی استرالیا قرار دارد. مونتبلو در زبان ایتالیایی به معنی «کوه زیبا» است.

## شرح
مساحت کل این جزایر در حدود ۲۲ کیلومتر مربع است. بزرگ‌ترین جزایر نیز، هرمیت و تریمویل نام دارند. آب و هوای این جزایر گرم و خشک است و متوسط بارندگی سالیانه حدود ۳۲۰ میلی‌متر است.

### حیات وحش

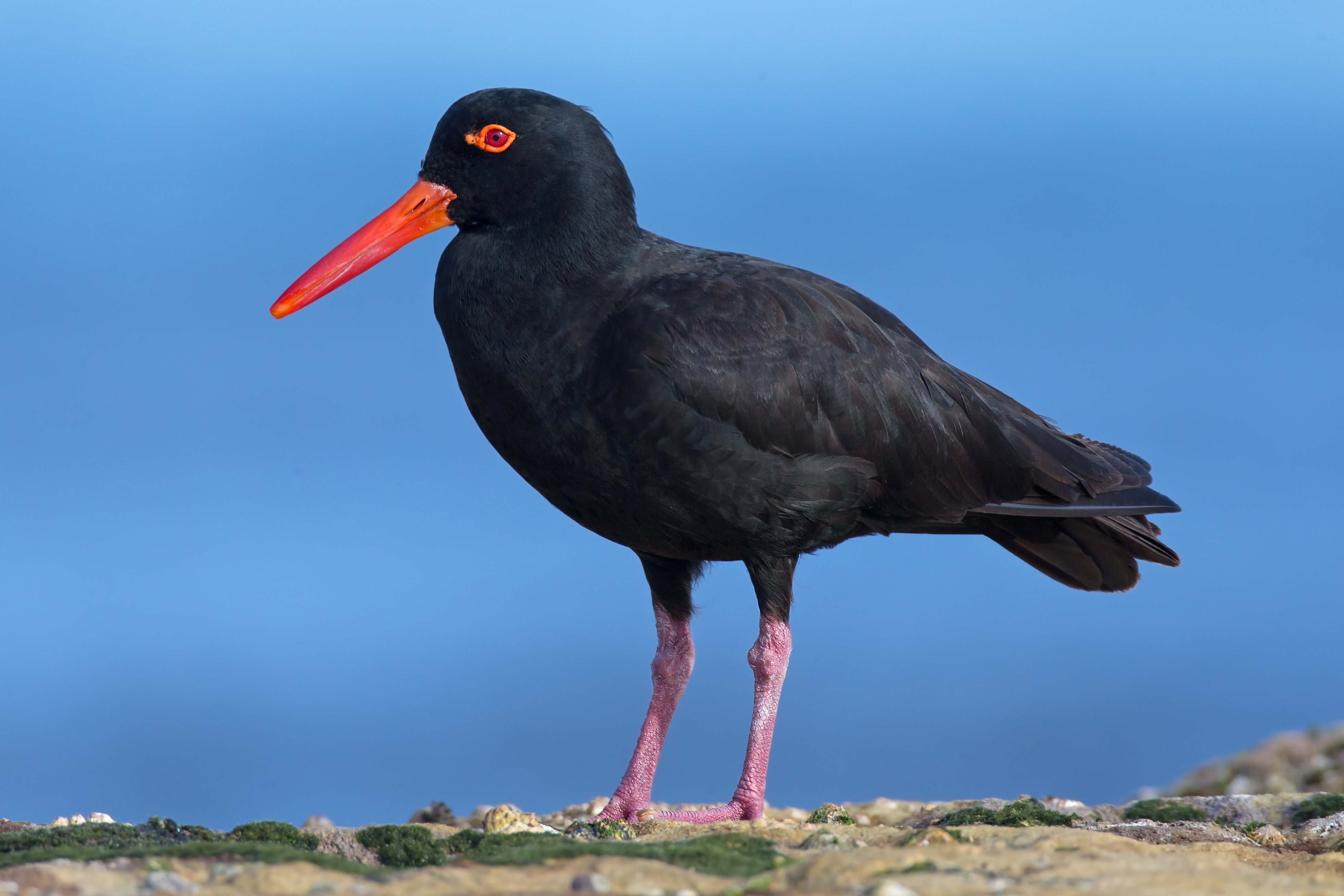
گونهٔ پرنده Sooty Oystercatchers
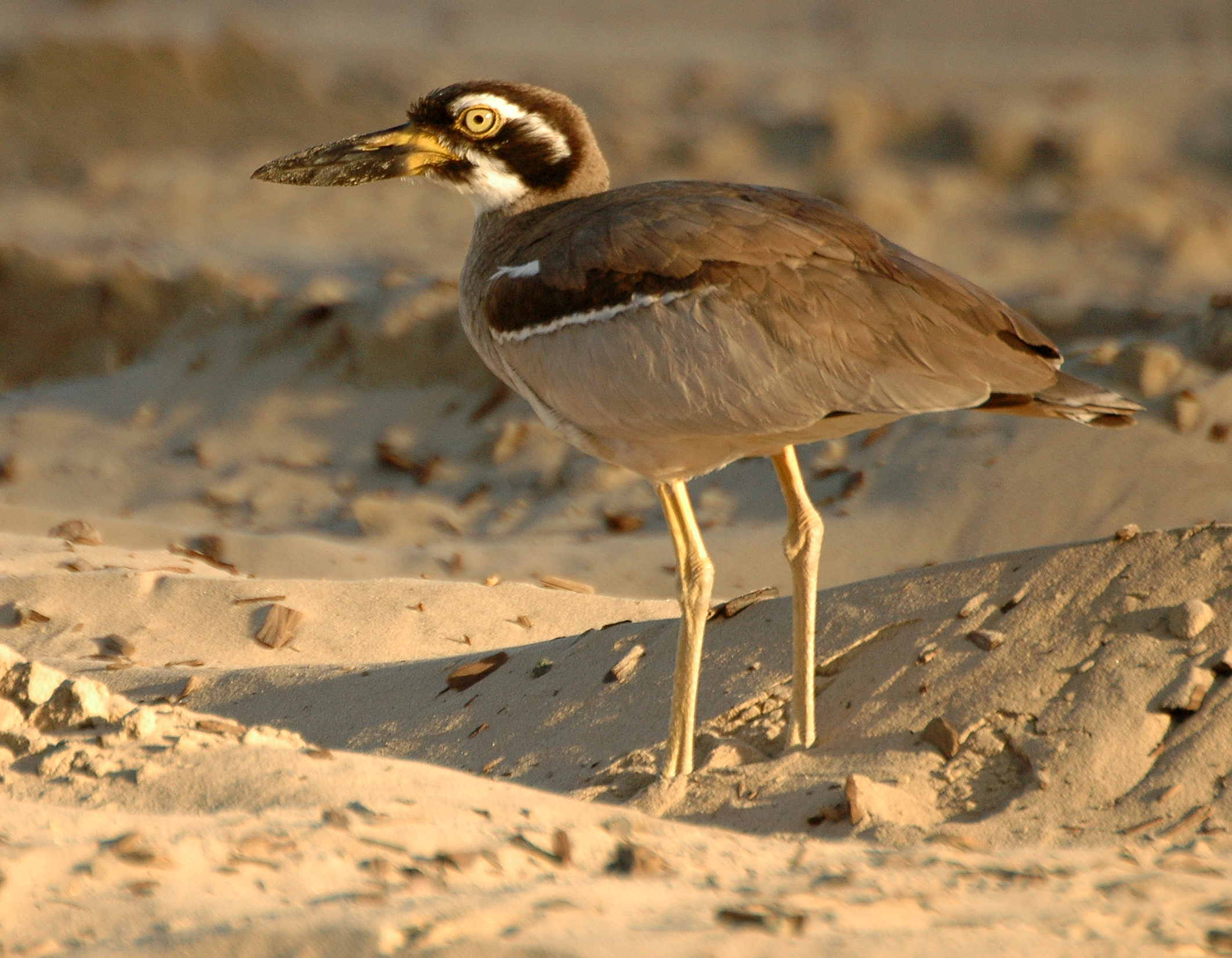
Curlews Stone Beach
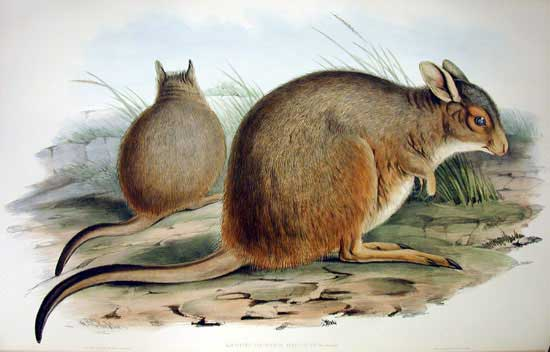
مالا، گونه ای که به جزایر معرفی شده

### آزمایش‌های سلاح هسته ای انگلیس
جزایر مونتبلو محل سه آزمایش جنگ‌افزار هسته‌ای توسط بریتانیا بوده‌است. یک مورد در سال ۱۹۵۲ و دو آزمایش در سال ۱۹۵۶

## جزایر

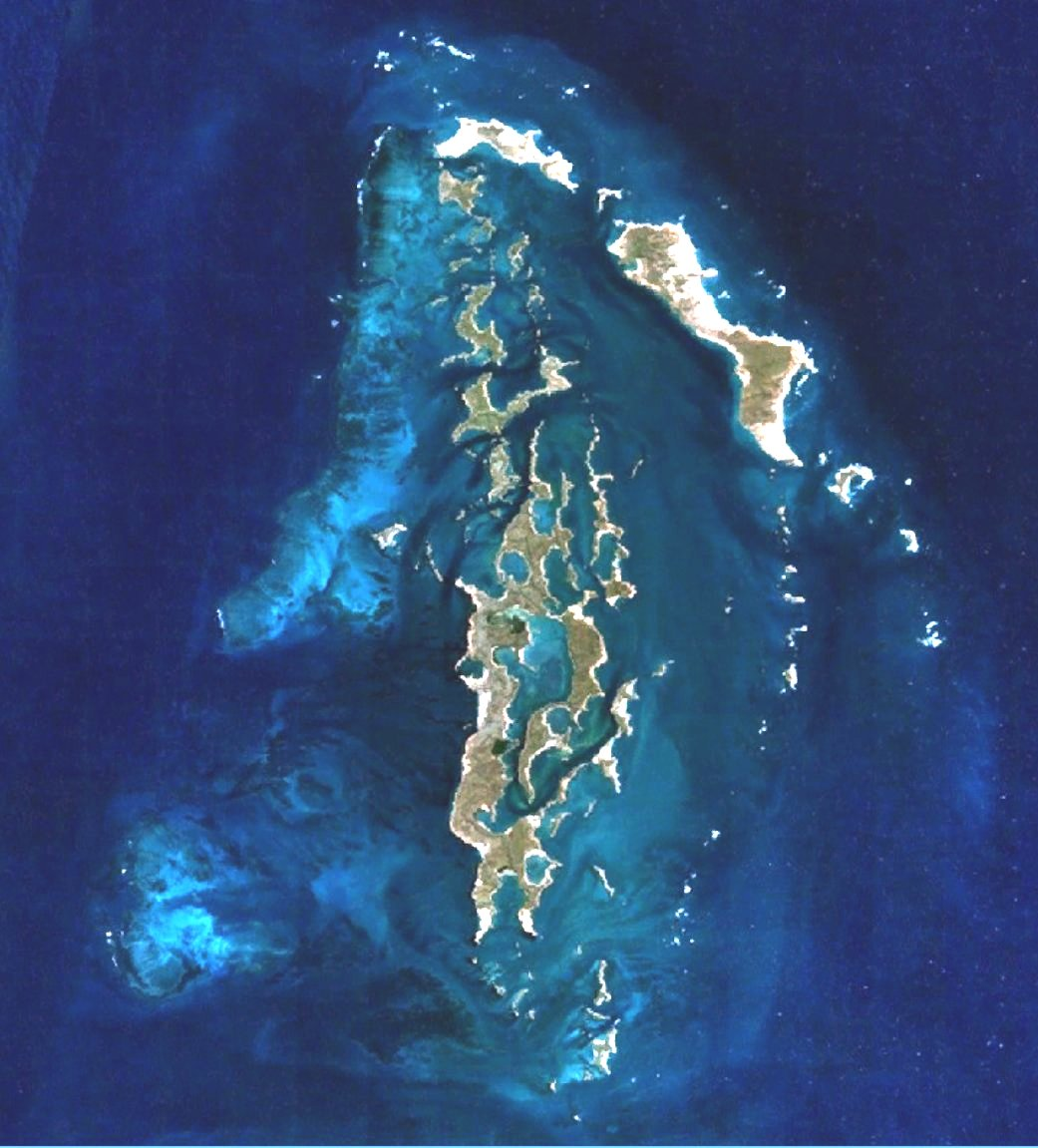
تصویر ماهواره ای ناسا ورلد ویند از گروه اصلی جزیره مونتبلو